# Дума Агинского Бурятского автономного округа
Дума Агинского Бурятского автономного округа (бур. Агын Буряад автономито тойрогой дүүмэ) — законодательный (представительный) однопалатный орган государственной власти Агинского Бурятского автономного округа, являлся постоянно действующим высшим и единственным органом законодательной власти округа.
На основании части 1 ст. 104 Конституции Российской Федерации, обладал правом законодательной инициативы.

## Фракции

### 1 созыв (1994—1996)
20 марта 1994 года были избраны 15 депутатов на два года.

### 2 созыв (1996—2000)
27 октября 1996 года были избраны 15 депутатов на четыре года.

### 3 созыв (2000—2005)
29 октября 2000 года были избраны ? депутатов на пять лет.

### 4 созыв (2005—2008)
30 октября 2005 года были избраны 18 депутатов на пять лет.

### Председатель
- Рабданов, Владимир Рабданович (13 апреля 1994 — 22 ноября 1996)   как председатель Думы Агинского Бурятского автономного округа — Парламента
- Дугаров, Даши Цыденович (22 ноября 1996 — 1 марта 2008)   до 1997 как председатель Думы Агинского Бурятского автономного округа — Парламента